# Kruseler

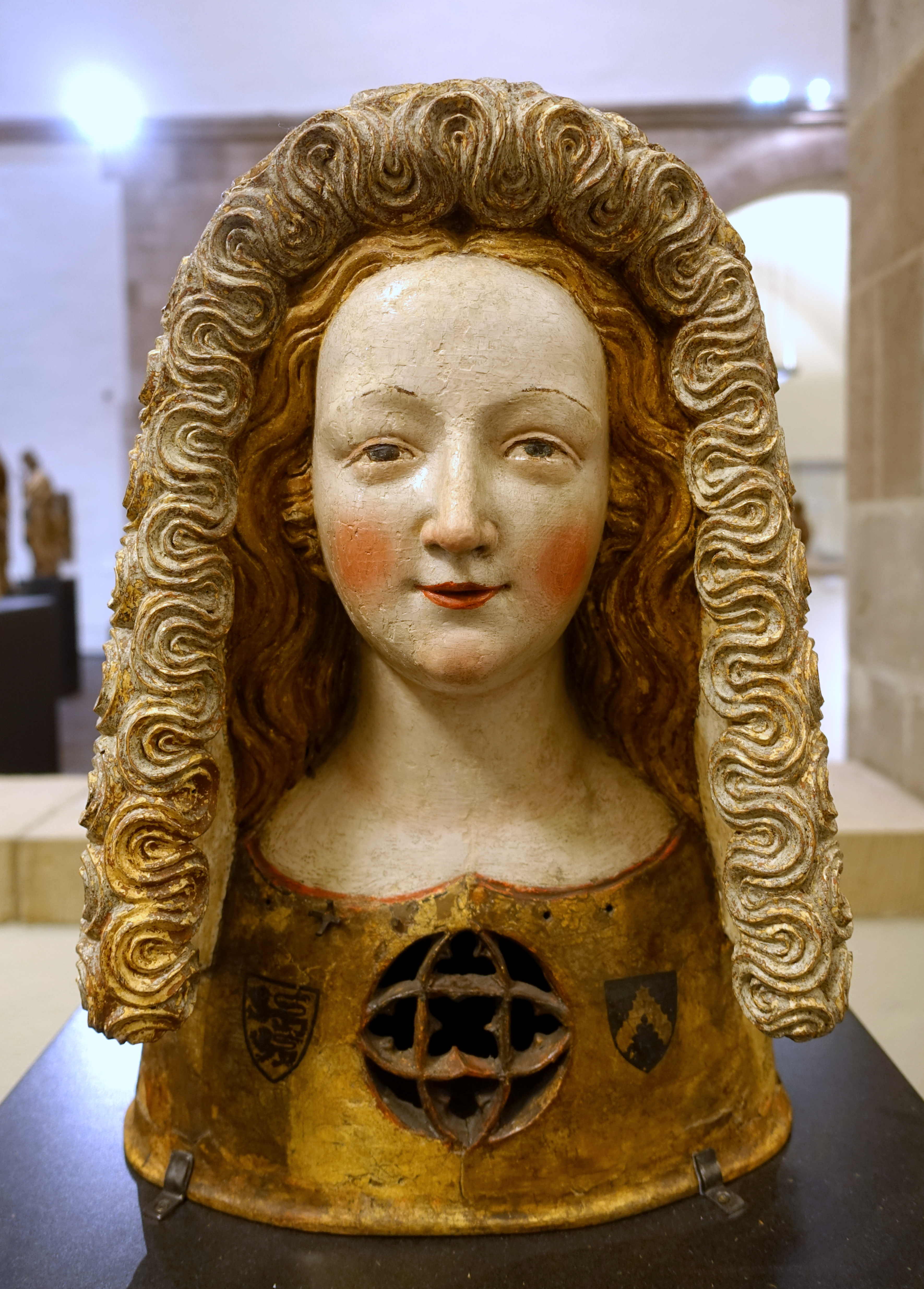
Stilisierter Kruseler, Reliquienbüste, ca. 1350, Köln, Museum Schnütgen

Der Kruseler oder Krüseler (von mhd./mniederd. krus ‚gedreht‘, ‚gekrümmt‘) war eine europäische Damenkopfbedeckung des Mittelalters. Er wurde einem Schleier ähnlich in mehreren Lagen über den Kopf gelegt, so dass seine gekräuselten Ränder das Gesicht umrahmten. Seine Hochphase fiel in die Zeit von ungefähr 1350 bis 1420, er ist aber auch zwischen 1280 und dem späten 15. Jahrhundert belegt. Er war in Deutschland, Böhmen, Österreich, England, Flandern, Luxemburg, Skandinavien und den Niederlanden vertreten, weniger in Norditalien, Dänemark, Ungarn und Polen.

## Geschichte
Als Vorgänger des Kruselers gelten Kopfbedeckungen, die ab dem 12. bis zum 13. Jahrhundert am Königshof im spanischen Léon getragen wurden. Formal und webtechnisch entwickelte er sich in den 1340er Jahren aus den mit Randkrausen besetzten Stirn- und Kinnriemen aus weißem Leinen, dem Gebende. Frühe Formen des Kruseler sind auf Skulpturen des letzten Drittels des 13. Jahrhunderts u. a. bei einer Marienstatue im Regensburger Dom St. Peter (1280), bei der Reliquienbüste der Hl. Ludmilla im Prager Veitsdom (1300–1321) und auf einer Konsole mit Frauenkopf aus dem Kloster in Zbraslav (heute Prag, Nationalmuseum, 1. Drittel 14. Jahrhundert). Auf einem schlesischen Fürstinnensiegel von 1342 wurde der erste vollwertige Kruseler mit vier Krausen nachgewiesen. Liebreich vermutet daher einen böhmisch-schlesischen Ursprung des Kruselers, der zudem in Frankreich fast nie auftrat. In England verbreitete er sich erst ab 1370. Um 1400 erlebte er seinen Höhepunkt, gegen Ende des 15. Jahrhunderts endete sein verbreitetes Auftreten, gekräuselte Kopfbedeckungen traten aber auch noch im 16. Jahrhundert auf.

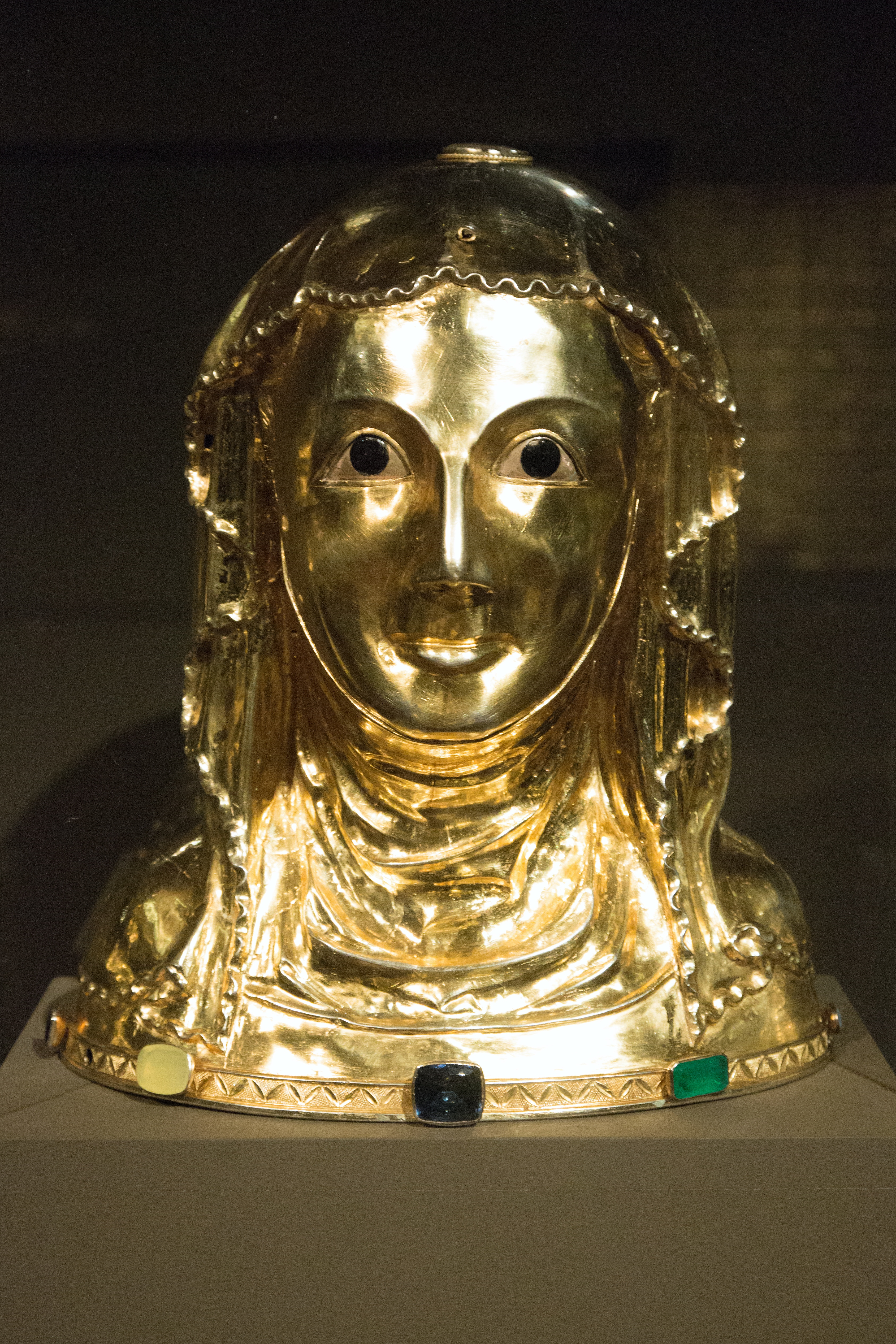
Reliquiar der Hl. Ludmilla mit einer Vorform des Kruseler, 1300–1320, Prag, Veitsdom

Ein Kruseler bestand aus mehreren, aber mindestens drei halbkreisförmigen, übereinandergelegten, weißen Schleiertüchern. Die das Gesicht umrahmenden Vorderkanten waren mehr oder weniger stark gekräuselt. Sie konnten weich fallen oder gestärkt sein und die Stirn rechtwinklig einrahmen. Die gekräuselten Ränder konnten angenäht oder durch Pressen in einer heißen Form (Gauffrierung) erzeugt werden. Eine andere Möglichkeit ist, dass die Rüschen schon fester Bestandteil des Gewebes waren, aus dem der Kruseler hergestellt wurde. Es handelte sich demnach um gekräuselte Webränder. Neben den natürlich gekräuselten Rüschen scheint es auch zickzackförmige gegeben zu haben.
Aus einem Königinnengrab des Prager Veitsdoms ist ein Kruseler aus feiner Seide aus der ersten Hälfte des 14. Jahrhunderts erhalten. Das wahrscheinlich in Spanien gefertigte Textil ist fast 700 Zentimeter lang und ca. 48 Zentimeter breit. Sein krepphaftes Aussehen wurde durch einen verhältnismäßig starken Knick der Kett- und Schussfäden und durch eine niedrige Anzahl von Fäden pro Zentimeter erzielt. Dadurch zog sich der Stoff nach der Herstellung zusammen. Die doppelten Kettfäden am Rand mit schwächerem Knick ließen zudem eine Zierkante entstehen.
Im Spätmittelalter stellte der Kruseler eine sehr beliebte Kopfbedeckung dar, da er zu äußerst eindrucksvollem und extravagantem Kopfschmuck gestaltet werden konnte. Er konnte auch mit anderen Kopfbedeckungen, z. B. der Hörnerhaube kombiniert werden. Liebreich geht davon aus, dass er nur von verheirateten Frauen getragen wurde und nicht nur als Kirchenhaube. Mit der Zeit erhielt der Kruseler immer mehr Lagen, sodass Kleiderordnungen gegen den Kleiderluxus die Anzahl der Lagen beschränkten. So wurde der Kruseler in Speyer im Jahr 1356 auf vier Lagen begrenzt, in Frankfurt waren im selben Jahr sechs Lagen erlaubt. Es wird aber auch von Kruselern mit bis zu zwölf Lagen berichtet. Nonnen wurde das Tragen des Kruselers durch die Kölner Synoden von 1360 und 1371 verboten.

## Varianten

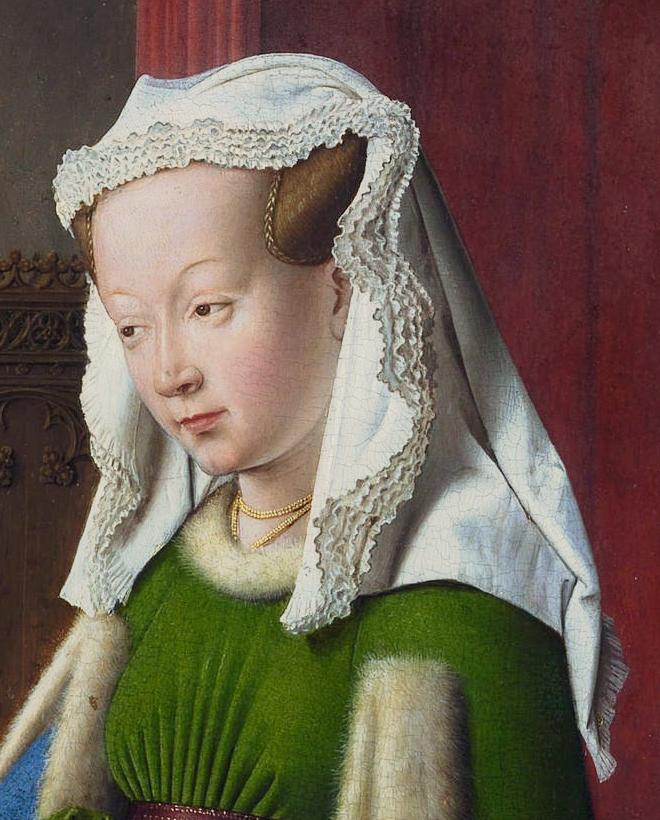
Giovanna Cenami, dargestellt auf der Arnolfini-Hochzeit (1434), mit einfachem Kruseler über Hörnerfrisur.

Der Kruseler wird in drei Hauptvarianten unterschieden:
Der einfache Kruseler bestand aus drei bis sechs übereinandergelegten Schleiern mit gekräuselten Längsseiten. Er konnte unterschiedlich lang sein und als Kragenkruseler auch Schultern und Nacken bedecken. Die Rüschen endeten dabei etwa auf Kinnhöhe oder erstreckten sich über die gesamte Vorderkante. Eine Untervariante des einfachen Kruselers reichte bis auf den Rücken. Hier war auch der halbkreisförmige hintere Rand mit Rüschen gesäumt. Diese mussten dann allerdings angenäht sein, da es sich hierbei nicht um eine Web- sondern um eine Schnittkante handelte.

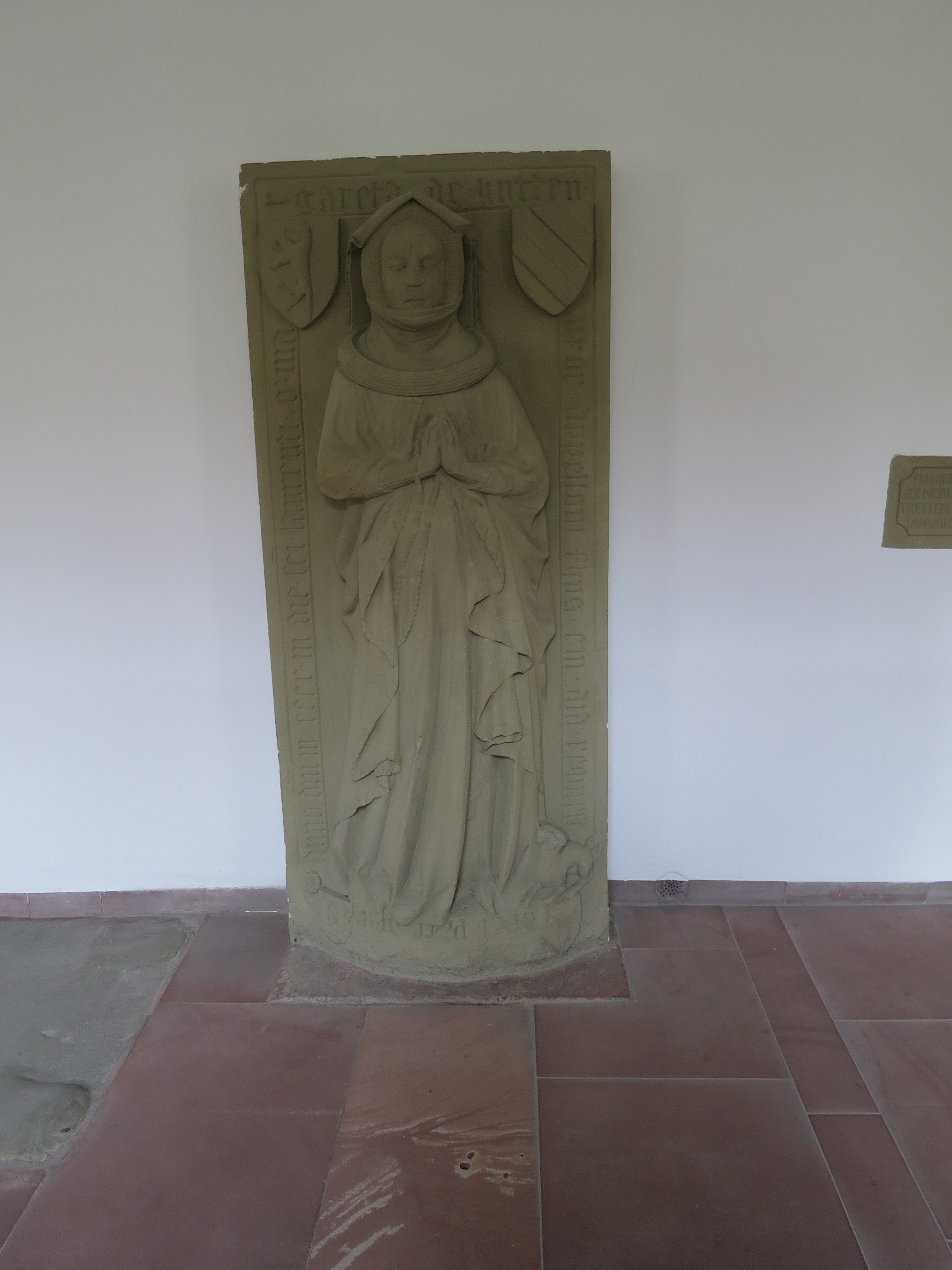
Elisabeth von Hutten († 1383) mit Risenkruseler, Kloster Himmelpforten

Der Risenkruseler erschien erstmals in den 1370er Jahren und wurde bis ins 15. Jahrhundert getragen, allerdings nur auf dem Festland. Hierbei handelte es sich um einen zweiteiligen Kruseler. Er bestand zum einen aus einem mehrlagigen gekräuselten Schleier nach der ersten Variante, zum anderen aus einer mehrlagigen Rise, deren untere Ränder ebenfalls gekräuselt waren. Der Risenkruseler folgte damit der Tendenz zur Verhüllung der Körperformen, wie sie gegen Ende des 14. Jahrhunderts auftrat.
Der Kleeblattkruseler wurde ab 1410/20 in Kombination mit der Hörnerfrisur getragen. Dabei umgab die Vorderkante in Windungen die Hörnerfrisur oder Hörnerhaube und bildete über dem Scheitel eine dritte Windung, so dass eine Kleeblattform entstand. Hier waren sowohl die Vorderkanten als auch der hintere halbkreisförmige Rand gekräuselt. Der Unterschied zum einfachen Kruseler ist, dass die Rüschen ununterbrochen sind.